# 澳大利亚驻华盛顿特区大使馆
澳大利亚驻华盛顿特区大使馆（英語：The Embassy of Australia in Washington, D.C.）是澳大利亚联邦在美国的外交代表机构，亦即澳大利亚驻美国大使馆。大使馆馆舍坐落于华盛顿哥伦比亚特区西北区马萨诸塞大道1601号斯科特圆环旁，是使馆街的发端。现任大使是澳大利亚前总理陆克文，副馆长是保罗·迈勒（Paul Myler）。大使馆有超过250名雇员。
澳大利亚和美国在近一个多世纪以来一直保持着牢固的外交关系。澳大利亚已在华盛顿特区长期派驻贸易部长代表多年。两国于1940年建立了正式双边关系。澳大利亚驻华盛顿特区的大使馆是其在海外设立的第二久的外交机构，其中包括于1940年开设的公使馆。另一个公使馆地点是一幢位于伍德利公园名为“白橡树”（White Oaks）的宅邸，自彼时起就一直作为大使官邸。
1946年，美国将澳大利亚和美国双方的公使馆升格为大使馆，由罗伯特·巴特勒担任首任澳大利亚驻美国大使。约有二十年间，大使馆曾位于威尔金斯故居（Wilkins House），即现在的秘鲁驻华盛顿特区大使馆。由于办公空间不足，大使馆官员宣布计划在其现有位置以东一个街区建造一座新大使馆。这座采用玻璃、钢和混凝土建造的、外墙覆有大理石的现代主义新大使馆于1969年开放。
到了2010年代，大使馆需要进行大规模修缮。澳大利亚政府选择拆除旧大使馆，并建造一座面积为213,600平方英尺（19,844平方米）的新建筑取而代之，预计造价为2.369亿澳元（1.547亿美元）。经过多年的规划和审批，新大使馆于2023年8月开放，总成本为3.37亿澳元。新大使馆由Bates Smart建筑事务所和华盛顿特区本地公司KCCT设计。外墙采用铜合金面板覆盖，建筑中央设有一个大型中庭，以提供自然采光。

## 位置
大使馆坐落于西北区马萨诸塞大道1601号，斯科特圆环西北角，相去白宫以北几街区。斯科特交通环岛是西北区16街、M街、马萨诸塞大道和罗德岛大道交汇处。物业位于第181号地块（Square）的第141号宗地（Lot）。澳大利亚大使馆常被认为是使馆街（英語：Embassy_Row）的发端，使馆街是西北区马萨诸塞大道及其附近街道的一段区域，多数大使馆或其他外交机构都坐落于此，常设在庄严堂皇的故居内。使馆街大约在天文台环路收尾，美国副总统官邸天文台环路一号就位于此处。除了华盛顿特区的大使馆外，澳大利亚还在芝加哥、檀香山、休斯顿、洛杉矶、纽约市和旧金山设有领事馆。

## 历史

### 早期外交关系

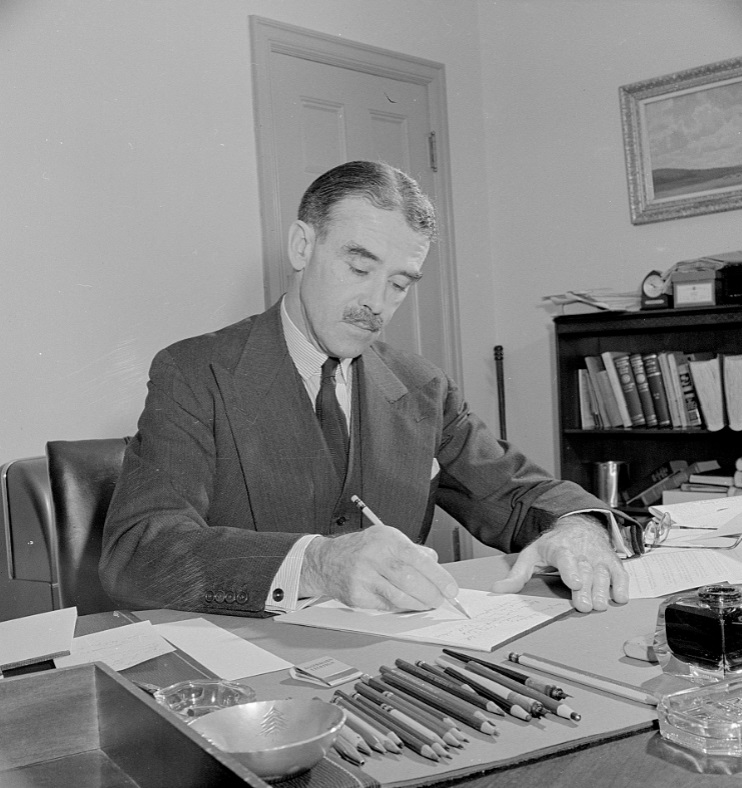
澳大利亚首任驻美国特命全权公使凯西男爵理查德·凯西。

澳大利亚在19世纪末虽然仍是英国的直辖殖民地，但这个时候已派驻代表到美国。虽然这并非正式的公使馆，但在1876年和1890年的新闻报道中被称作公使馆（英語：legations）。1918年到1930年期间，澳大利亚联邦在大萧条开始后派驻了贸易代表到美国。贸易代表在1938年恢复派驻并持续到1940年。
1940年1月8日，澳大利亚和美国政府建立了正式的外交关系。美国是澳大利亚第二老的海外外交使团所在地。首任公使馆临时设在西北区谢里登-卡洛拉马区第24街1811号的一栋九居室房屋内。到同年3月，公使馆迁至伍德利公园西北区克利夫兰大道3120号（也是西北区伍德兰大道3117号）的一幢大宅“白橡树”，自那时起该宅邸还一直作为大使官邸使用。初设时的公使馆仅有五名工作人员。同年3月，凯西男爵理查德·凯西被任命为首任澳大利亚驻美国特命全权公使。几个月后，即同年7月，高思被任命为首任美国驻澳大利亚特命全权公使。1941年，总理罗伯特·孟席斯成为首位访问新公使馆的澳大利亚总理。他在访问华盛顿哥伦比亚特区期间，与包括总统富兰克林·D·罗斯福在内的政府官员讨论第二次世界大战问题。

### 大使馆

#### 西北区马萨诸塞大道1700号
1946年1月9日，白宫官员宣布将两国公使馆升格为大使馆。罗伯特·巴特勒担任首任美国驻澳大利亚大使，诺曼·马金担任首任澳大利亚驻美国大使。从1947年开始，大使馆在威尔金斯宅邸办公，该宅邸由儒勒·亨利·德·西布尔设计，现为秘鲁大使馆。1973年，该建筑出售给了秘鲁政府。1951年，美澳两国与新西兰共同组建了名为澳新美安全条约（ANZUS）的安全协议，该条约目前仍在澳大利亚和美国之间生效。

#### 西北区马萨诸塞大道1601号
到了20世纪60年代，大使馆需要更多的办公空间。1965年，澳大利亚政府以523,500澳镑的价格购买了斯科特环岛（Scott Circle）的一块地，预计总项目费用为310万澳镑。购买的土地长期以来是温德姆府（Windom House）的所在地，这是一座大型住宅，建于1881年，为财政部长威廉·温德姆而建，后来的加建部分由詹姆斯·G·希尔设计。除了温德姆，该住宅的著名住户还曾有参议员詹姆斯·G·布莱恩、出版商查尔斯·艾伦·马恩、众议员理查德·S·奥尔德里奇、秘鲁大使馆以及最后一位住户美洲天主教女儿会（英語：Catholic_Daughters_of_the_Americas）。该宅邸在澳大利亚官员买下土地后被拆除。:77
1967年，举行了奠基仪式，澳大利亚对外事务部长保罗·哈斯勒克和美国国务卿迪安·腊斯克出席了仪式。这座七层的现代主义建筑由Bates, Smart and McCutcheon建筑事务所设计。这座米白色大理石建筑于1969年竣工，并于同年6月20日向公众开放。艺术家托马斯·巴斯创作的名为《澳大利亚印章》（Australian Seal）的室外雕塑被安装在新建筑外。雕塑描绘了一只袋鼠、一只鸸鹋和一个代表澳大利亚六个州的盾牌。盾牌上方的尖形物体代表北领地。内部设计风格多样，包括放在蓝色袋鼠地毯上的旋转椅。西德尼·诺兰、阿尔伯特·塔克和约翰·珀西瓦尔的艺术品，以及亚瑟·博伊德和英格·金的雕塑，遍布大使馆。
几十年来，大使馆长期举办社交、教育和艺术活动。大使馆官员曾主办的活动和艺术家包括：为期八周的澳大利亚历史课程；约翰·科伯恩的挂毯展；展出本·希勒描绘内陆水彩画的展览；路易斯·卡汉描绘二战海员和士兵的画作；与美国国家女性艺术博物馆联合主办的澳大利亚原住民女性艺术展；格温·汉森·皮戈特的陶瓷装置艺术；帕普尼亚、巴尔戈 (西澳大利亚)和尤恩杜姆社区的原住民成员艺术品展；原住民艺术家隆库南的绘画展；以及将大使馆艺术画廊以学者和澳大利亚总督昆廷·布莱斯的名字重新命名。
大使馆后方曾矗立着一座纪念贝克斯溪空难遇难者的纪念碑，1943年，40名美国二战士兵在澳大利亚的这场空难中丧生。该纪念碑于2006年6月在二战纪念碑揭幕，后迁移至大使馆，直至可被陈列于美国公墓。2007年，两名美国参议员将此事提交参议院投票。由于大使馆被视为外国领土，该纪念碑于2009年移至阿灵顿国家公墓。2009年6月14日，空难发生66周年之际，举行了重新落成仪式。

##### 重建
至2014年，大使馆的状况备受恶化影响。搭建有脚手架和覆盖物防止外墙部分脱落。当时澳大利亚政府正在考虑维修方案。同年决定拆除大使馆，并以2.369亿澳元的价格重建一座新建筑。这块价值5700万澳元的土地将被保留，并计划在该地块上建造一座新建筑。最终于2017年批准建造新大使馆。2016年11月15日，Bates Smart和总部位于华盛顿特区的建筑公司KCCT被选中设计新设施。
新大使馆占地213,600平方英尺（19,844平方米），其设计于2016年末公布，并附有部分规划的内部和外部照片。关于外墙，Bates工作室总监蒂姆·莱斯利表示，由于大使馆面向城中众多交通环岛之一，其设计“就堪培拉而言意义重大……您可从多个角度触及这座建筑”。设计旨在致敬南侧的政府建筑和北侧的住宅建筑。莱斯利称：“当您从北面朝白宫方向靠近时，这座建筑显得更加坚实。如果从另一个方向过来……它则具有更强的公共性质：开放且透明。”

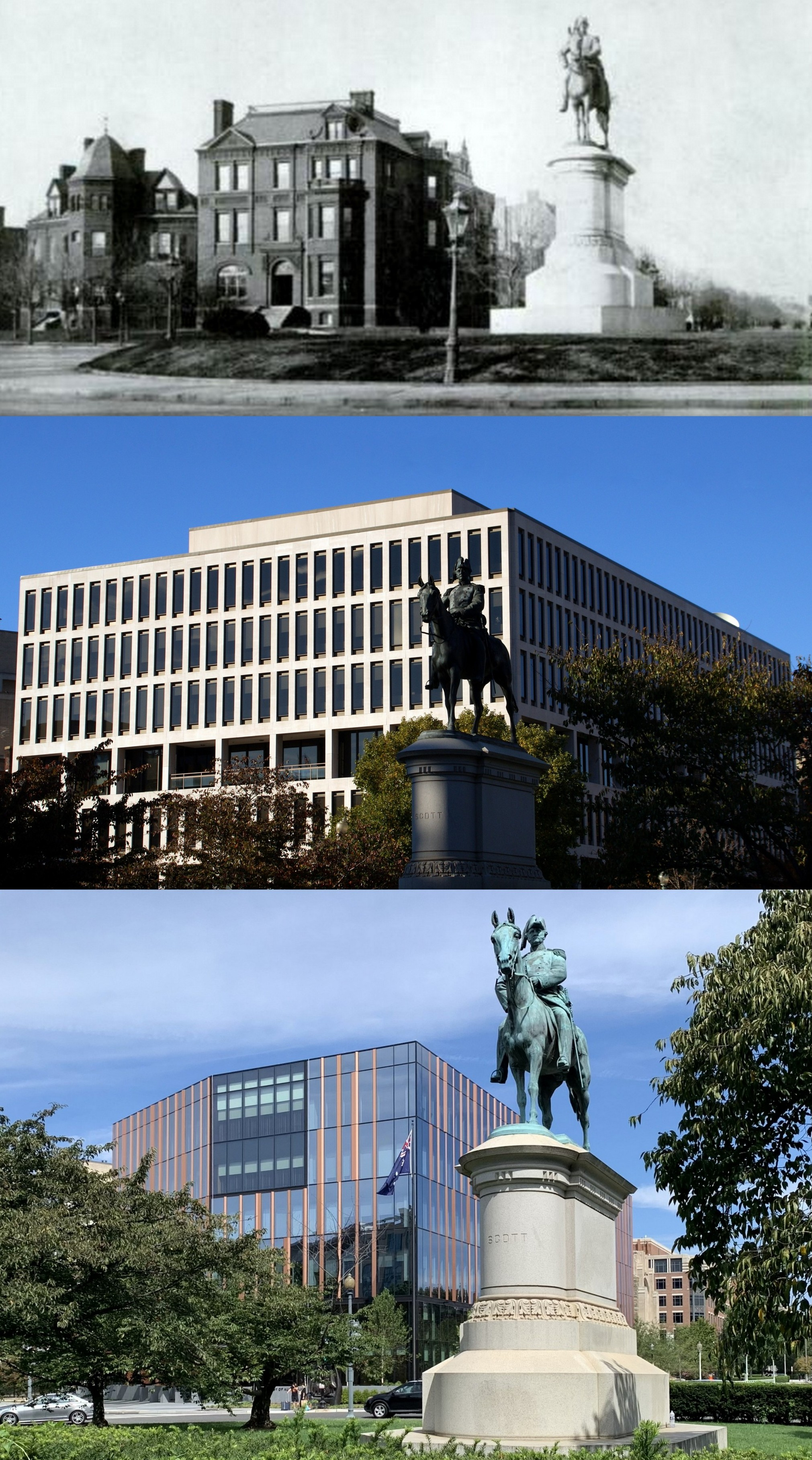
斯科特环岛西北角于1888年、2008年和2023年之景象

2017年6月，大使馆官员开始向当地分区办公室申请批准建造新设施。当月晚些时候支付了88,500美元的申请费。除汇款以外，大使馆官员还附上了美国国务院的批准信、测量师的地籍图副本及其他文件。与从西北区H街到佛罗里达大道之间所有面向西北区第16街的建筑一样，该地块被纳入16街历史区。由于旧大使馆的建造日期与设计并未被列为历史区的贡献性建筑，新大使馆同样如此，因此无需历史保护审查委员会的批准。
2019年，大使馆的250多名工作人员迁至国家地理学会位于西北区第17街1145号的临时办公空间。从2019年10月开始，旧大使馆的拆除和地块的挖掘工作耗时约一年。克拉克建筑公司于2020年11月开始施工。由于2019冠状病毒病疫情、供应链问题以及澳元对美元走弱导致的成本超支，建造新大使馆的估计成本为3.37亿澳元（2.15亿美元）。大使馆于2021年8月封顶，并于2023年8月14日开放。现任大使是第26任澳大利亚总理陆克文，于2023年被任命。副馆长自2021年起由保罗·迈勒担任。

###### 设计
Bates Smart建筑事务所在描述他们对新大使馆的设计时称：“目前的大使馆设计于一个全然着重于体现华盛顿风格和1960年代普遍保守标准的时代。它遵从了华盛顿的建筑语汇。新的大使馆则尊重澳大利亚的特质，并将其与当地的区域特色融合在一起。”根据《Wish》杂志的卢克·斯拉特里（Luke Slattery）的说法，Bates Smart的设计师克里斯汀·惠特尔（Kristen Whittle）“强烈认为这次公司需要建造一些独特地体现澳大利亚特色的东西，而不仅仅是堆砌Australiana（澳大利亚风情事物）”。旧大使馆和新大使馆的一个区别在于，旧大使馆是简洁的现代主义风格，而新大使馆则具有更独特和现代的设计。
Bates Smart的设计灵感源自“红色中心、灰绿色桉树树冠”以及外观类似于澳大利亚沙漠中的鹽盤。外观由铜合金面板构成，《华盛顿邮报》的约翰·凯利（John Kelly）将其描述为“纤薄、拉紧的玻璃外墙，像幕布一样悬挂着。这使得建筑师能够创造尽可能多的楼面面积（因为厚墙会占用空间），而在像华盛顿特区这样有高度限制的城市里，空间寸土寸金”。这些铜面板经过处理以防止产生銅锈（铜绿）。一条南北走向的街道贯穿大使馆区域，其一楼还有一家附设酒吧的餐厅。内部有一个大型中央中庭，旨在利用自然光营造开阔的空间感。设有31个自行车停车位和91个停车位，由于附近有杜邦圆环地铁站，车位数量少于当地建筑通常要求的数量。大使馆内还收藏了大量澳大利亚艺术品。